# Distretto di Cangallo
Il distretto di Cangallo è uno dei  distretti della provincia di Cangallo, in Perù. Si trova nella regione di Ayacucho e si estende su una superficie di 188,58 chilometri quadrati.

Ha per capitale la città di Cangallo e nel censimento del 2005 contava 7.045 abitanti.